# Puntas del Gualeguaychú
Puntas del Gualeguaychú o Colonia Puntas del Gualeguaychú (31°49′00″S 58°36′00″O / -31.81667, -58.60000) es un paraje del distrito Las Colonias del departamento San Salvador, en la provincia de Entre Ríos, República Argentina. Se encuentra sobre la Ruta Provincial 23, que une las localidades de San Salvador y Villa Elisa. Posee una pequeña capilla y una escuela rural denominada N° 24 Malvinas Argentinas. Su nombre refiere al nacimiento del río Gualeguaychú.